# Guillem de Montcada i d'Aragó
Guillem de Montcada i d'Aragó (? - Lleida, 1282) va ser bisbe de Lleida entre els anys 1257 i 1278.
Pertanyia a una família noble, fill de Guillem Ramon II de Montcada i de la infanta Constança d'Aragó, filla del rei Pere el Catòlic.
Va ser escollit bisbe de la diòcesi de Lleida el dia 4 d'abril de 1257. Va realitzar un conveni amb el prior de Roda d'Isàvena, així com una concòrdia amb els cavallers del Temple, sobre rendes i obligacions cap al Bisbat, signades l'any 1274.
El 31 d'octubre de 1278 va consagrar la catedral de Lleida, encara que les obres no eren concloses.
Al morir, quatre anys després, va ser sepultat a la capella de Sant Pere, a la catedral lleidatana.